# 紀州飛脚
『紀州飛脚』（きしゅうびきゃく）は上方落語の演目。『牛かけ』とともに「南の旅」シリーズと呼ばれる。
バレばなし（艶笑噺）で、宇井無愁は『落語の根多 笑辞典』で「猥雑をきわめ」と評してストーリーの梗概の紹介のみに止めている。
宇井無愁によると、むじなが2匹で一人の人間に化けたために、上下に口があって下の口があくびをしたという民間笑話が元になっているという。

## あらすじ
喜六は男性自身が並外れて大きい。知り合いの甚兵衛から「紀州へ手紙を運んでくれへんか」と頼まれ、尻からげするはいいが、巨大な一物は褌からはみ出している。そんなこともお構いなしにひたすら「ヤ。ドッコイサノサ」と掛け声も勇ましく、自慢の快足で紀州街道をひた走りに走るのであった。
途中尿意を催す。「小便したなったなあ。せやけど、甚兵衛はん急いで届けてくれ言うてるし、止まンのもじゃまくさいわい。ええ。ままよ。走りながらやってこましたれ」と、何と褌を緩め一物を左右に振って「ヤ、ドッコイサノサ」と小便を撒き散らしながら走りだす。
折悪しくも野端で寝ていた狐に小便がかかったものだから大変である。「おのれ。よくも正一位稲荷大明神の使いたるこの狐にかかる不浄なものを浴びせたよなア。思い知らさん。今に見よ」と怒った狐は巣に帰って子狐に何やら計略を持ちかける。
さて喜六は、手紙を無事渡しほっとしながら大阪に帰るが、その途中、美しい腰元が現れ「そこにござるは喜六殿ではござりませぬか」「へえ。喜六はわたいでっけど」「お姫様が是非そなたとお目もじがしたいと仰せらる。わらわについてこうござれ」「へ。お姫様でっか？」不審がる喜六だが言われるままに立派な御殿に誘われる。
御殿の一室には、世にも美しい姫君が艶やかに微笑んでいるではないか。姫君は「喜六殿、自らはそなたのようなよき殿御と添い寝がしたかったのじゃ。さ、自らとおじゃれ」と閨に誘う。夢を見ているかのような喜六であるが、じつはこれはすべて最前の狐親子の幻術で、親狐は姫に子狐は女性自身となり、いざ秘事が始まると子狐が喜六の物を食い千切り殺してしまう算段なのだ。
床入りとなり性交が始まるが、如何せんただでさえ巨大な喜六の一物がさらに大きくなっているのである。それが子狐の口に入ってしまったものだから子狐は食いちぎれず、「ああ、死ぬ。死ぬ」

## バリエーション
落ち（サゲ）には、「道理でアゴ落とした」とするパターンもある。